# Servant × Service
Servant × Service (サーバント×サービス?, Sābanto × Sābisu) è un manga scritto e disegnato da Karino Takatsu. La sua serializzazione è iniziata sulla rivista Big Gangan della Square Enix nel 2009, per poi concludersi sul numero pubblicato il 25 giugno 2014. I capitoli sono stati raccolti in quattro volumi editi da Square Enix, l'ultimo dei quali è stato pubblicato il 25 agosto 2014. Una serie televisiva anime di tredici episodi basata sul manga, prodotta dalla A-1 Pictures e diretta da Yasutaka Yamamoto, è stata trasmessa in Giappone dal 4 luglio al 26 settembre 2013.

## Trama
La serie ruota attorno alle vicende quotidiane di un gruppo di impiegati presso gli uffici governativi della immaginaria città di Mitsuba, in Hokkaidō. Fra di loro: Lucy (...) Yamagami, che ha deciso di farsi assumere per trovare e vendicarsi dell'impiegato dell'anagrafe che permise ai propri genitori di affibbiarle un nome tanto strano (il suo nome per intero è lunghissimo); Yutaka Hasebe, giovane impiegato pigro e poco incline al lavoro, il cui obiettivo è conquistare il cuore di Lucy; la dolce e timida Saya Miyoshi, talmente educata da rimanere vittima di una cliente anziana che passerebbe ore ed ore a parlare; Megumi Chihaya, appassionata di cosplay; Taishi Ichimiya, irrisoluto fidanzato di Chihaya, ma sottomesso alla sorella minore; Kenzo Momoi, capo ufficio che per la sua estrema timidezza, preferisce mostrarsi ai propri dipendenti tramite un avatar dalla forma di un coniglietto peluche rosa.

## Personaggi

I personaggi ritratti nella sigla iniziale dell'anime

### Principali
Lucy (...) Yamagami (山神 ルーシー（略）?, Yamagami Rūshī (ryaku))
Doppiata da Ai Kayano
Yutaka Hasebe (長谷部 豊?, Hasebe Yutaka)
Doppiato da Tatsuhisa Suzuki
Saya Miyoshi (三好 紗耶?, Miyoshi Saya)
Doppiata da Mai Nakahara
Megumi Chihaya (千早 恵?, Chihaya Megumi)
Doppiata da Aki Toyosaki
Taishi Ichimiya (一宮 大志?, Ichimiya Taishi)
Doppiato da Takahiro Sakurai
Tōko Ichimiya (一宮 塔子?, Ichimiya Tōko)
Doppiata da Rumi Ōkubo
Kenzo Momoi (百井 兼蔵?, Momoi Kenzō)
Doppiato da Rikiya Koyama

### Secondari
Mrs. Tanaka (田中?, Tanaka-san)
Doppiata da Mikako Takahashi
Jōji Tanaka (田中 譲二?, Tanaka Jōji)
Doppiato da Tetsuya Kakihara
Kaoru Hasebe (長谷部 薫?, Hasebe Kaoru)
Doppiata da Yū Kobayashi
Kanon Momoi (百井 花音?, Momoi Kanon)
Doppiata da Rina Hidaka
Padre di Lucy (山神 父?)
Doppiato da Akira Ishida
Madre di Lucy (山神 母?)
Doppiata da Fumiko Orikasa
I genitori di Lucy.
Padre di Hasebe (長谷部 父?)
Doppiato da Daisuke Namikawa

## Media

### Manga
La serie manga scritta da Karino Takatsu iniziò la serializzazione sulla rivista Big Gangan, edita da Square Enix, nel 2009. Sul numero di giugno di Big Gangan si è annunciata la conclusione del manga, raggiunta sul numero di luglio uscito il 25 giugno 2014. I capitoli della serie sono stati raccolti in 4 volumi in formato tankōbon, pubblicati da Square Enix tra il 24 settembre 2011 e il 25 agosto 2014.

### Anime
Una serie televisiva anime di tredici episodi basata sul manga, prodotta da A-1 Pictures e diretta da Yasutaka Yamamoto fu trasmessa in Giappone su ABC dal 4 luglio al 26 luglio 2013, per venir trasmessa successivamente anche su Tokyo MX, Tochigi TV, Gunma TV, Hokkaido Broadcasting Company, Chukyo TV, BS11 e AT-X. Il character design è stato curato da Terumi Nishii, basandosi sui disegni originali di Karino Takatsu, mentre la composizione della serie e la sceneggiatura sono state realizzate da Kento Shimoyama. La direzione del suono è stata curata da Akiko Fujita, mentre la colonna sonora è stata composta da monaca.
Aniplex of America ha ottenuto i diritti per la pubblicazione della serie per il mercato home video del Nord America, mentre Crunchyroll ha diffuso in simulcast tramite la sua piattaforma streaming gli episodi in varie parti del mondo.
La sigla di apertura è May I Help You? (めいあいへるぷゆー??), interpretata da Ai Kayano, Mai Nakahara e Aki Toyosaki, mentre la sigla di chiusura è Hachimitsu Doki (ハチミツ時間（どき? lett. "Tempo dolce"), interpretata da Ai Kayano per gli episodi dal 1 al 4, da Mai Nakahara per quelli dal 5 all'8 e da Aki Toyosaki per quelli dal 9 al 12.

#### Episodi
| Nº | Titolo italiano (traduzione letterale giapponese) Giapponese 「Kanji」 - Rōmaji                                                           | In onda           | In onda |
| Nº | Titolo italiano (traduzione letterale giapponese) Giapponese 「Kanji」 - Rōmaji                                                           | Giapponese        |         |
| 1  | Fai attenzione a come ti rivolgi a qualcuno e perché 「気をつけよう 人の呼び方 その理由」 - Kiwotsukeyō hito no yobikata sono riyū        | 4 luglio 2013     |         |
| 2  | Niente panico, fai una recita o butta via il tuo lavoro 「お仕事は 慌てず騒がず 投げ出さず」 - Oshigoto wa awatezu sawagazu nagedasazu    | 11 luglio 2013    |         |
| 3  | Non trascurare la tua sicurezza e quella del tuo posto di lavoro 「怠るな 職場の安全 身の安全」 - Okotaru na shokuba no anzen mi no anzen | 18 luglio 2013    |         |
| 4  | 「来週の 見えない危険に 要注意」 - Raishū no mienai kiken ni yōchūi                                                                       | 25 luglio 2013    |         |
| 5  | 「皆が持ってる ヒヤリの体験 活かして今日も 健全職場」 - Minna ga motteru hiyari no taiken ikashite kyō mo kenzen shokuba                  | 1º agosto 2013    |         |
| 6  | 「確かめて 思わぬ問題 かくれんぼ」 - Tashikameru omowanu mondai kakurenbo                                                                 | 8 agosto 2013     |         |
| 7  | 「自己防止 見えない所に 人が居る」 - Jiko bōshi mienai tokoro ni hito ga iru                                                              | 15 agosto 2013    |         |
| 8  | 「危険の芽 田中の孫に 御用心」 - Kiken no me Tanaka no mago ni goyōjin                                                                    | 22 agosto 2013    |         |
| 9  | 「ありますか 心のゆとりと 積み重ね」 - Arimasu ka kokoro no yutori to tsumikasane                                                         | 29 agosto 2013    |         |
| 10 | 「あとで良い ついでで良いは 大きな後悔」 - Atode yoi tsuide de yoi wa ōkina kōkai                                                         | 5 settembre 2013  |         |
| 11 | 「アテンション あなたを狙う 甘い罠」 - Atenshon anata o nerau amai wana                                                                   | 12 settembre 2013 |         |
| 12 | 「一寸待て 慣れと油断が 命取り」 - Chotto matenare to yudan ga inochitori                                                                 | 19 settembre 2013 |         |
| 13 | 「これで良し 明日につなぐ 楽しい職場」 - Korede yoshi ashita ni tsunagu tanoshii shokuba                                                  | 26 settembre 2013 |         |